# Ai Weiwei at Cycladic
Ai Weiwei at Cycladic er en dokumentarfilm fra 2016 instrueret af Martin Garde Abildgaard.

## Medvirkende
- Ai Weiwei